# Ghighen, Plevna
Ghighen (bulgară: Гиген) este un sat din partea de nord a Bulgariei, parte a comunei Guleanți din regiunea Plevna. Este așezat pe malul Dunării în apropierea punctului de vărsare al râului Iskăr, pe malul opus al orașului Corabia. Ghighen este situat lângă fostul castru roman de la Oescus. Satul a fost locuit de români.

## Demografie
Componența etnică a satului Ghighen
     Turci (2,52%)
     Bulgari (77,57%)
     Nicio identificare (19,9%)
     Altele (0,3%)
La recensământul din 2011, populația satului Ghighen era de 1.984 locuitori. Din punct de vedere etnic, majoritatea locuitorilor (77,57%) erau bulgari, cu o minoritate de turci (2,52%). Pentru 19,9% din locuitori nu este cunoscută apartenența etnică.